# Tanyproctus demaisoni
Tanyproctus demaisoni är en skalbaggsart som beskrevs av Edmund Reitter 1902. Tanyproctus demaisoni ingår i släktet Tanyproctus och familjen Melolonthidae. Inga underarter finns listade i Catalogue of Life.